# Brandkortvinge
Brandkortvinge (Paranopleta inhabilis) är en skalbaggsart som först beskrevs av Ernst Gustav Kraatz 1856.  Brandkortvinge ingår i släktet Paranopleta, och familjen kortvingar. Enligt den svenska rödlistan är arten nära hotad i Sverige. Arten förekommer på Gotland, Götaland, Svealand, Nedre Norrland och Övre Norrland. Artens livsmiljö är skogslandskap.